# ニュー・ジャルパイグリー-ヴワーハーティー・ヴァンデ・バーラト急行
ニュー・ジャルパイグリー-グワーハーティー・ヴァンデ・バーラト急行（英語: New Jalpaiguri–Guwahati Vande Bharat Express）は、インド鉄道が運行する急行列車であるヴァンデ・バーラト急行の1つ。2023年から営業運転を開始した。

## 概要
北東インド地域における初のヴァンデ・バーラト急行として、2023年から営業運転を開始した列車。3月29日に出発式典が実施された後、3月31日から本格的な運行が行われている。シリグリのニュー・ジャルパイグリー・ジャンクション駅とグワーハーティーのグワーハーティー駅の間を5時間30分かけて結び、火曜日を除いた週6日に1往復が運行する。